# Huamu Lu
Huamu Lu (chiń. 花木路站) – stacja końcowa metra w Szanghaju, na linii 7. Zlokalizowana jest za stacją Longyang Lu. Została otwarta 5 grudnia 2009.

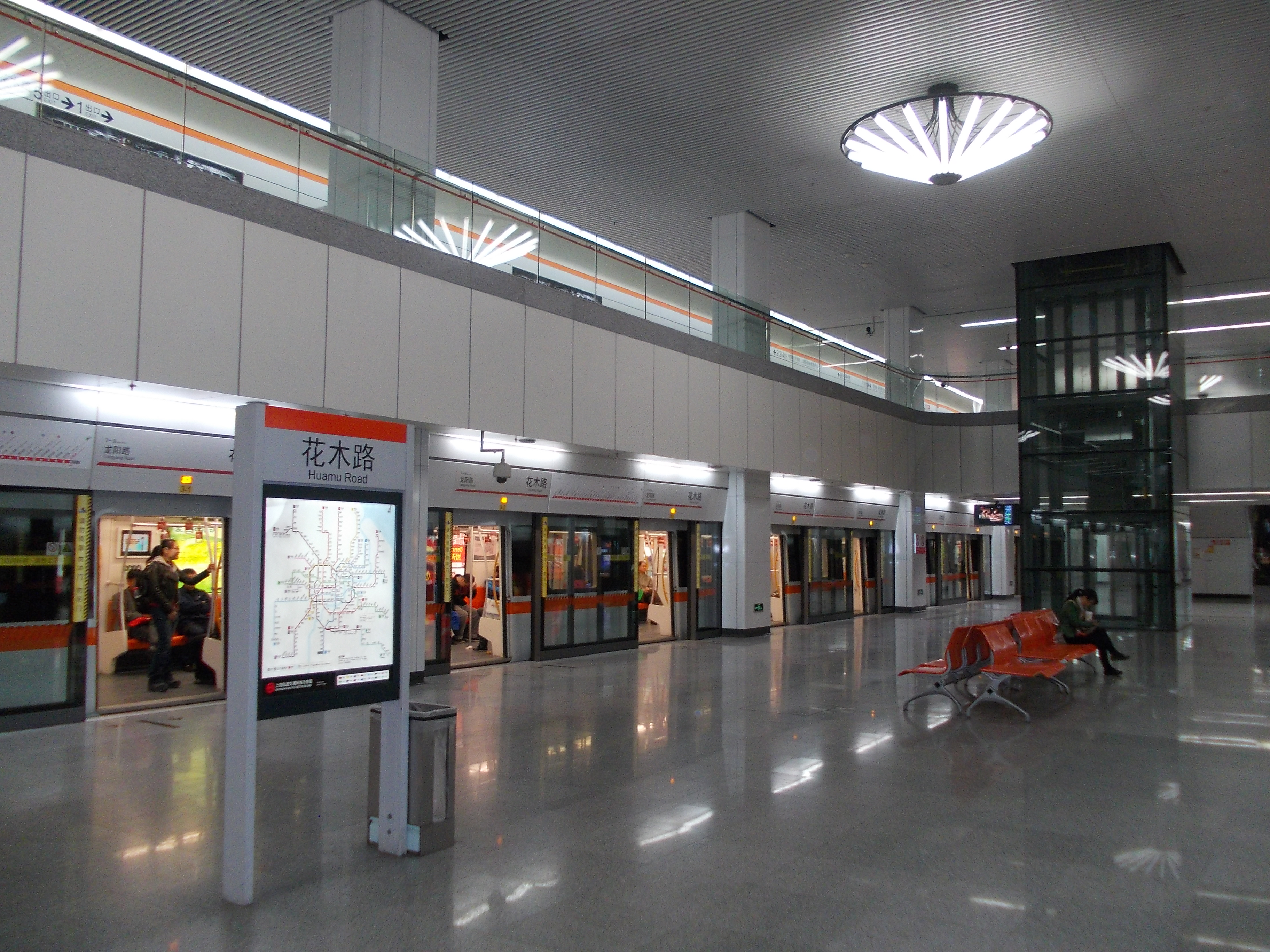
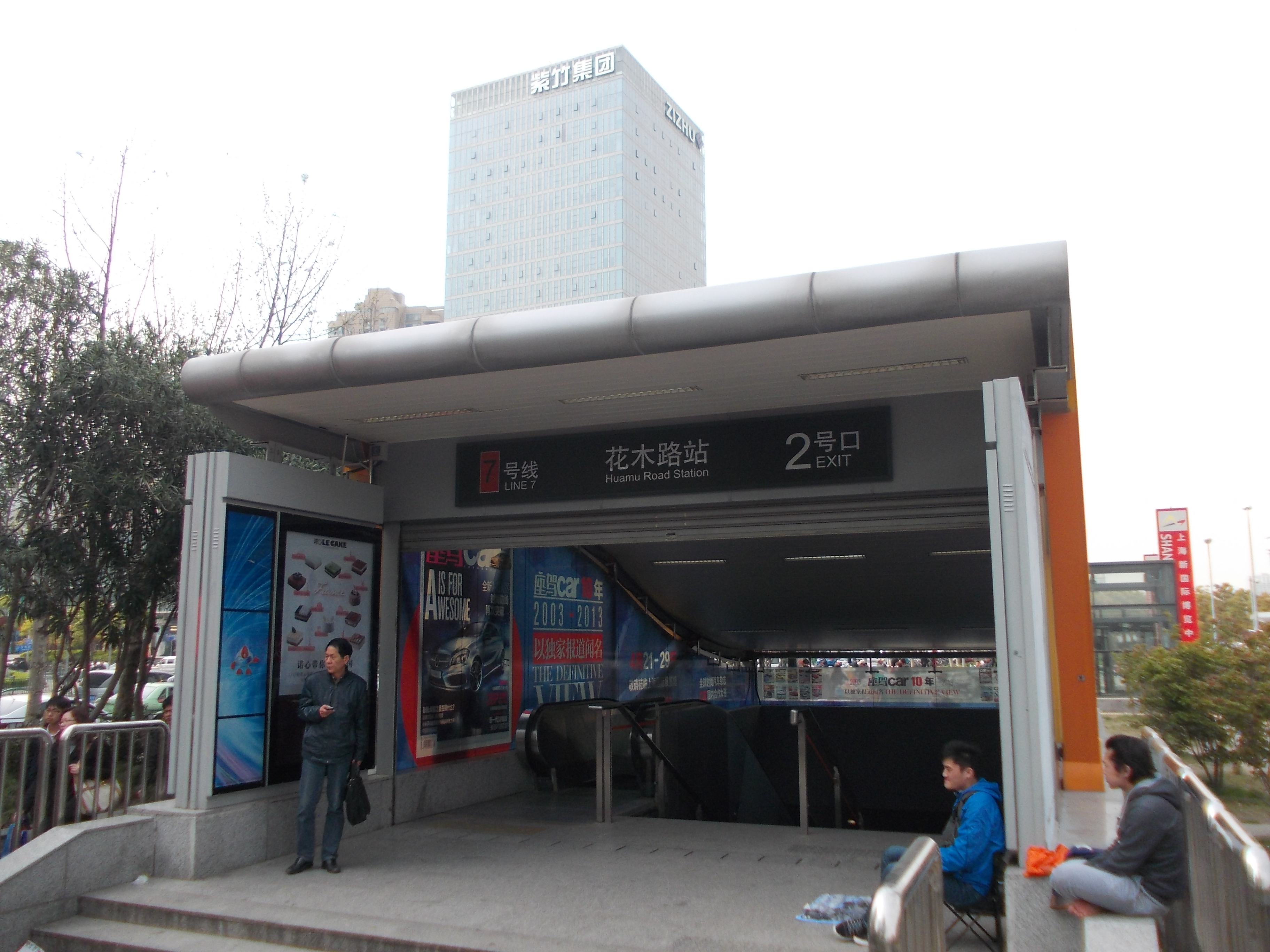